# Marta tiene un marcapasos (musical)
Marta tiene un marcapasos es un exitoso musical español basado en las canciones de Hombres G, el  espectáculo musical toma su nombre de la canción homónima interpretada por el grupo y primer sencillo del mismo en 1986. El espectáculo fue concebido a partir del éxito de otros musicales españoles como HNMPL. Tuvo su estreno oficial el 10 de octubre del 2013.

## Argumento
Marta es una joven que llega a España procedente de Acapulco, México en busca de su padre. Tras seguir sus pesquisas junto a su amiga Belén, lo encuentra finalmente en un chiringuito de la costa. Al mismo tiempo, Marta descubre el amor en ese lugar. Pero sus problemas de corazón, con un marcapasos, hacen difícil la relación, porque Marta no puede afrontar grandes emociones.

## Canciones
El espectáculo hace un repaso a lo más destacado de la discografía del grupo Hombres G, Se compone de las siguientes canciones:
1) Voy a pasarmelo bien 
2) El Ataque de las chicas cocodrilo
3) Te vi
4) Chico tienes que cuidarte
5) Indiana
6) Dejad que las niñas se acerquen a mi
7) Suéltate el pelo
8) Lo noto
9) Un par de palabras
10) Venecia (Venezia)
11) Visite nuestro bar
12) Devuelveme a mi chica (Sufre mamón)
13) Si no te tengo a ti
14) Dos imanes
15) En la playa/¿Por qué no ser amigos?
16) ¿Qué soy yo para ti?
17) No te escaparás 
18) Temblando
19) Me siento bien
20) Te quiero
21) Marta tiene un marcapasos
22) Medley

## Montaje Original Español
Estrenado el 10 de octubre de 2013 en el Teatro Compac Gran Vía de Madrid. Contó con el siguiente equipo artístico y técnico:
- Intérpetes
  - Claudia Longarte (Marta).
  - Gloria Aura (Belén).
  - Leo Rivera (Ringo)
  - Marc Parejo (Nico)
  - Tony Bernetty (Indiana)
  - Enriqueta Carballeira (Consuelo)
  - Rocío Madrid (Estrella)
  - Nando González (Guillermo)
  - Patrizia Ruiz (Rocío)

- Autor. Andreu Castro.

- Director escénico: Borja Manso.

- Director musical: Isaac Ordóñez.
- Coreografía: Miryam Benedited
- Escenografía: Ana Garay.

## Montaje Mexicano
La versión mexicana del musical tuvo su estreno el domingo 10 de julio de 2016 en el Centro Cultural II en la Ciudad de México, bajo la producción de Gerardo Quiroz y la dirección de Borja Manso, el elenco original estuvo integrado de la siguiente manera:  
- - Alejandra García como: Marta
  - Claudia Cervantes como: Belén
  - Christian Chávez como: Rigo
  - Alex Sirvent como: Nico
  - Yago Muñoz como: Indiana
  - Mar Contreras como: Consuelo
  - Natalia Varela como: Estrella
  - Paco de la O como: Guillermo
  - Pía Sanz como: Rocío

Alternantes: 
- - Gloria Aura como: Marta
  - Diego de Erice como: Rigo
  - Alex Varela como: Estrella